# Метель (фильм)
«Метель» — советский широкоформатный художественный фильм Владимира Басова, вышедший в 1964 году. Экранизация одноимённой повести Александра Пушкина.
Композиция к фильму (вальс, марш и романс) была написана Георгием Свиридовым и в виде созданной им в 1974 году сюиты стала шедевром классической русской музыки.

## Сюжет
Марья Гавриловна была воспитана на французских романах, и следственно была влюблена. Предмет, избранный ею, был бедный армейский прапорщик, находившийся в отпуску в своей деревне. Само собой разумеется, что молодой человек пылал равною страстию, а родители его любезной, заметя их взаимную склонность, запретили дочери о нём думать…
— А. С. Пушкин
Но Марью Гавриловну это не останавливает, и они с Владимиром решают сбежать, тайно обвенчаться и ждать, когда родители их благословят. Марья Гавриловна оставляет родителям письмо и уезжает. Но, приехав венчаться, она чувствует себя неважно. А Владимир, выехав на санях, запряжённых лошадью, из-за сильной метели сбивается с пути и приезжает с большим опозданием, уже под утро. К тому времени церковь пуста: Марью Гавриловну по ошибке обвенчали с неким другим офицером, оказавшимся в этой церкви случайно; во время церемонии она замечает подмену и падает в обморок, а новоиспечённый «муж» поспешно ретируется. Вернувшись домой, Маша сжигает письмо, после чего заболевает и две недели находится «у края гроба». Владимир больше не делает попыток встретиться с Машей, полагая, что недостоин её, и вскоре отправляется на войну 1812 года, на которой геройски погибает. Спустя примерно три года от начала истории в окружении Марьи Гавриловны (отец к тому времени уже умрёт, сделав дочь наследницей имения) появляется 26-летний полковник Бурмин, Марья Гавриловна в него влюбляется и в сцене объяснения узнаёт, что он и есть тот самый офицер, с которым она когда-то обвенчалась, и что он тоже питает к ней нежные чувства. Маша и Бурмин счастливы.

## В ролях
- Валентина Титова — Марья Гавриловна Р.
- Олег Видов — Владимир Николаевич, прапорщик (озвучил О. Табаков).
- Георгий Мартынюк — Бурмин, гусар, полковник
- Мария Пастухова — Прасковья Петровна Р.
- Сергей Папов — Гаврила Гаврилович Р.
- Владимир Маренков — Терёшка (Терентий)
- Сергей Плотников — священник
- Нина Вильвовская — девyшка
- Александра Данилова — экономка
- Игорь Иванов — эпизод
- Анатолий Игнатьев — Дравин
- Дмитрий Орловский — денщик Бурмина
- Николай Прокопович — Шмит
- Николай Бурляев — улан
- Серафим Зайцев — старик
- Антонина Кончакова — дама на балу
- Валентина Ушакова — дама на балу
- Серафима Холина — горожанка
- Николай Юдин — слуга на балу
- Яков Смоленский — от автора

## Съёмочная группа
- Автор сценария и режиссёр — Владимир Басов
- Оператор — Сергей Вронский
- Художник-постановщик — Евгений Куманьков
- Художник по костюмам — Лидия Наумова
- Композитор — Георгий Свиридов
- Звукооператоры — Григорий Коренблюм, Александр Рябов
- Дирижёр — Э. Хачатурян
- Директор картины — В. Цируль

## Особенности экранизации
Для съёмок были выбраны старинные Суздаль и Псков. Почти все сцены «Метели» сняты на фоне суздальских пейзажей и на суздальских улицах. Съёмки проходили в Покровском соборе Покровского женского монастыря, а «Дом Собакина» и «Крыльцо Григория Грязного» поставили возле Архиерейских палат. Венчание Марьи Гавриловны с Бурминым проходило в Никольской церкви около кремля.

## Музыка
Написать музыку к фильму предложил Георгию Свиридову режиссер фильма Владимир Басов. В начале 1970-х гг. Свиридов переработал свою партитуру в самостоятельное произведение для симфонического оркестра — сюиту под названием «Музыкальные иллюстрации к повести А. С. Пушкина „Метель“». Сюита стала одним из наиболее узнаваемых, популярных и часто исполняемых произведений композитора.